# متحف إستوديو في هارلم
متحف الاستوديو في هارلم هو متحف فني أمريكي مخصص لعمل الفنانين المنحدرين من أصل أفريقي. تم إغلاق صالات المتحف حاليًا استعدادًا لمشروع بناء سيحل محل المبنى الحالي، الواقع في 144 ويست ستريت بين آدم كلايتون باول جونيور بوليفارد وشارع لينوكس في هارلم، مانهاتن، مدينة نيويورك، بأخرى جديدة في نفس الموقع. تأسَّس المتحف عام 1968، وهو يجمع ويحفظ ويفسر الفن الذي ابتكره الأمريكيون الأفارقة وأعضاء الشتات الأفريقي، وفنانين من القارة الأفريقية. يشمل نطاقها المعارض وبرامج الفنانين المقيمين والبرامج التعليمية والعامة ومجموعة دائمة.
منذ افتتاحه في دور علوي مستأجر في الجادة الخامسة والشارع 125، حصل متحف الاستوديو على تقدير لدوره في الترويج لأعمال الفنانين المنحدرين من أصل أفريقي. دعم برنامج آرتيست إن ريزيدنس (بالإنجليزية: Artist-in-Residence)‏ التابع للمتحف أكثر من مائة خريج ذهبوا إلى وظائف مرموقة. تتضمن مجموعة متنوعة من البرامج التعليمية والعامة المحاضرات والحوارات وحلقات النقاش والعروض، فضلاً عن البرامج التفسيرية، سواء داخل الموقع أو خارجه، للطلاب والمعلمين. وسع برنامج المعارض أيضًا نطاق الأدب التاريخي الفني من خلال إنتاج كتالوجات علمية وكتيبات ونشرات.

## التاريخ

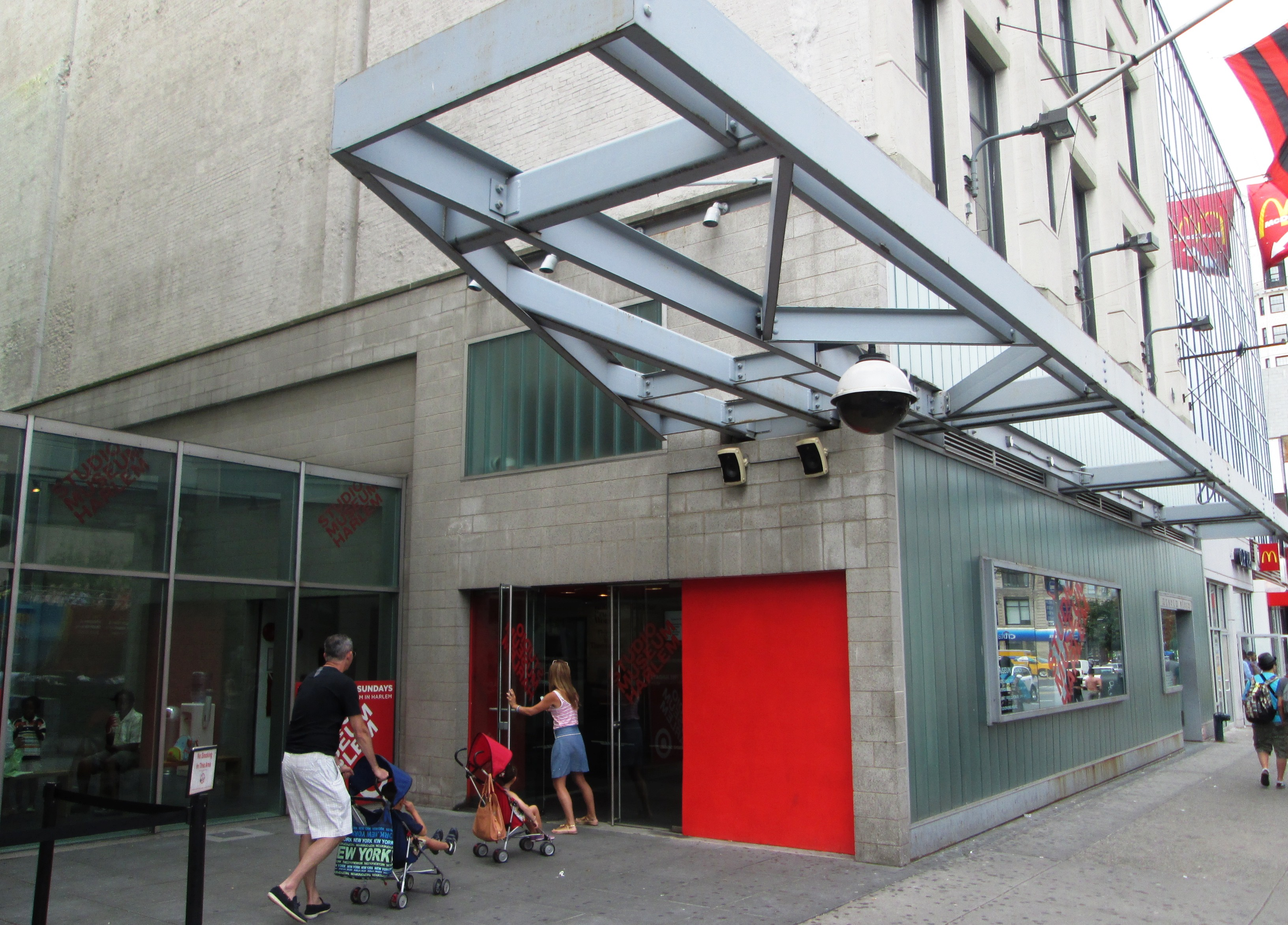
المدخل (صورة ملتقَطة عام 2013)

تم تطوير الفكرة التي أصبحت متحف الاستوديو من قبل مجموعة متنوعة من المؤسسين اعتقادًا منهم أن المجتمع الأفريقي الأمريكي يجب أن يشتمل على متحف كجزء من تجربته اليومية، وأن يعكس اهتماماتهم. تم افتتاح متحف الاستوديو في هارلم عام 1968، في دور علوي مستأجر، وانتقل إلى موقعه الحالي في عام 1982، حيث يركز على عرض أعمال الفنانين الناشئين والمعروفين من أصل أفريقي.
احتفل المتحف في سبتمبر 1968 بافتتاح معرضه الأول، انعكاسات إلكترونية 2، يضم أعمال الفنان توم لويد. كان أول مدير للمتحف تشارلز إنيس. وكانت الإدارة منذ ذلك الوقت إدوارد سبريغز، كورتني كالندر، ماري شميت كامبل، كينشاسا هولمان كونويل، لوري ستوكس سيمز، و ثيلما الذهبي، مديرها الحالي. من عام 1970 إلى عام 1978، وضع جيلبرت كوكر، أول أمين متحف للمتحف، نظام التسجيل لمجموعة إس إم آيتش (بالإنجليزية: SMH)‏ الفنية التي تم وضعها لاحقًا في مبنى مكتب الولاية. رتبت لحفظ وتنظيف جداريات دبليو بي إيه (بالإنجليزية: WPA)‏ في مستشفى هارلم التي قام بها تشارلز ألستون. قامت برعاية العديد من المعارض الرئيسية، من بينها، بوب طومسون (الذي أعاد إحياء الاعتراف بعمل طومسون الفني)، هيل وودروف: 50 عامًا من فنه، والمصورين الأمريكيين الأفارقة المعاصرين.
في الأصل، ركز المتحف على ورش العمل وبرامج المعارض التي تم تصميمها لمنح الفنانين مساحة لممارسة حرفتهم، وإنشاء الأعمال وعرضها. دفعت هذه الفكرة أمناء المتحف إلى بدء برنامج أرتيست إن ريزيدنس (بالإنجليزية: Artist-in-Residence)‏. بعد ذلك، تمت كتابة اقتراح مكون الاستوديو الخاص بالمتحف من قبل الرسام الأمريكي الأفريقي ويليام تي ويليامز، الذي كان يعتقد أنه من المهم وجود فنانين سود يعملون في مجتمع هارلم، وكذلك عرض أعمالهم في هذا المجتمع. قام ويليامز والنحات ميل إدواردز بتنظيف وتجهيز المساحة العلوية الصناعية السابقة في الموقع الأصلي للمتحف في 2033 فيفث أفينيو (في شارع 125) لتحويلها إلى استوديوهات فنانين. كان أول فنان عمل في مساحة استوديو الطابق العلوي هو النحات والنحات فاليري ماينارد.
كما يوجد بالمتحف قسم تعليمي. في السبعينيات من القرن الماضي، عمل الفنانان جانيت هنري وكاري ماي ويمس في إدارة التعليم.

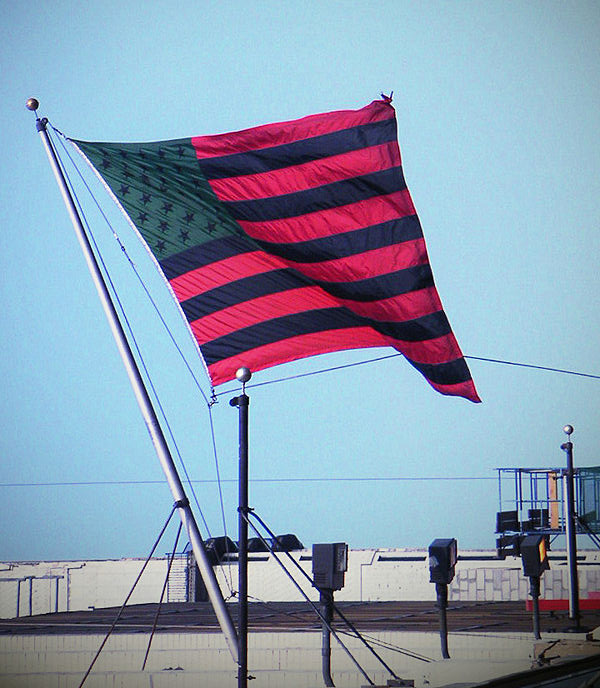
علم ديفيد هامونز الأفريقي الأمريكي (1990) وهو يرفرف خارج المتحف

في عام 2001، صمم المهندسون المعماريون روجرز مارفل أرشيتكت جناح دخول المبنى ومساحات العرض والقاعة، بالإضافة إلى المرافق الأخرى.
احتفل برنامج الفنان المقيم في المتحف بعامه الأربعين في عام 2010. لقد ساعد في تنمية ممارسات صنع الفن والمهن لأكثر من مائة فنان، كما عزز المتحف وظائف العديد من المتخصصين في المتاحف أيضًا. أقامت المنسقة السابقة نعيمة كيث، وهي الآن نائبة مدير متحف كاليفورنيا للأمريكيين من أصل أفريقي، العديد من المعارض الجديدة خلال فترة عملها، بما في ذلك المعارض التي تركز على مستقبل الأفارقة.
في عام 2015، تم تكليف المهندس المعماري الحائز على جائزة ديفيد أدجاي - الذي قامت شركته أدجاي أسوييتس (بالإنجليزية: Adjaye Associates)‏ بتصميم المتحف الوطني للتاريخ والثقافة الأمريكية الأفريقية التابع لمؤسسة سميثسونيان - بتصميم منزل جديد لمتحف الاستوديو في هارلم، مما سيسمح للمتحف بتوسيعه. جدول المعرض.

## برنامج الفنان المقيم
في كل عام، يقدم متحف الاستوديو إقامة استوديو لمدة 11 شهرًا لثلاثة فنانين محليين أو وطنيين أو دوليين ناشئين يعملون في أي وسيلة إعلامية. يُمنح كل فنان مساحة استوديو مجانية غير حية وراتب. يمكن للفنانين الوصول إلى استوديوهات المتحف ومن المتوقع أن يعملوا في الاستوديو لمدة لا تقل عن 20 ساعة في الأسبوع والمشاركة في الاستوديوهات المفتوحة والبرامج العامة. في نهاية الإقامة، يتم تقديم معرض لأعمال الفنانين في صالات العرض بالمتحف.

## المجموعة
تحتوي المجموعة الدائمة لمتحف الاستوديو على ما يقرب من 2000 عمل، بما في ذلك الرسومات والباستيل والمطبوعات والصور الفوتوغرافية وأعمال الوسائط المختلطة والتركيبات. وهو يتألف من أعمال أنشأها فنانون أثناء إقامتهم، بالإضافة إلى القطع التي تم منحها للمتحف لإنشاء إطار تاريخي للفنانين المنحدرين من أصل أفريقي. ظهرت في المجموعة تيري آدكنز، ليلى علي، روماري بيردين، داوود باي، سكندر بوغوسيان، إليزابيث كاتليت، روبرت كوليسكوت، جريجوري كوتس، ملفين إدواردز، كيرا لين هاريس، ريتشارد هانت، هيكتور هيبوليت، سيرج جوليمو، لويس ميلو جونز، جاكوب لورانس، نورمان لويس، واردل ميلان، فيلوم أوبين، هواردينا بينديل، بيتي سار، ناري وارد، وهيل وودروف، من بين آخرين. المتحف هو أيضًا أمين أرشيف شامل لأعمال المصور جيمس فانديرزي، المؤرخ البارز لمجتمع هارلم خلال عشرينيات وثلاثينيات وأربعينيات القرن الماضي. في عام 1985، حصل المتحف على جائزة الاستحقاق من جمعية الفنون البلدية في مدينة نيويورك تقديراً لمجموعته المتميزة من الفن الأسود.

## روابط خارجية
- متحف الاستوديو في هارلم (الموقع الرسمي)
- متحف الاستوديو في هارلم في موقع جوحل الثقافي